# Nikkita Holder
Nikkita Holder (ur. 7 maja 1987 w East York) – kanadyjska lekkoatletka specjalizująca się w biegach płotkarskich, olimpijka.
Bez powodzenia startowała na mistrzostwach świata kadetów rozgrywanych w 2003 roku w Sherbrooke. Dotarła do półfinału biegu na 100 metrów przez płotki podczas mistrzostw świata juniorów w Pekinie (2006). W 2011 zajęła 6. miejsce podczas mistrzostw świata w Daegu. Szósta zawodniczka halowych mistrzostw świata z 2012. W tym samym roku startowała na igrzyskach olimpijskich w Londynie, na których dotarła do półfinału. W 2015 sięgnęła po brąz igrzysk panamerykańskich w Toronto. Medalistka mistrzostw Kanady.
W październiku 2012 wyszła za Justyna Warnera, kanadyjskiego sprintera. W maju 2013 para ogłosiła, że spodziewa się pierwszego dziecka.

## Osiągnięcia
| Rok  | Impreza                               | Miejsce        | Konkurencja                     | Lokata     | Wynik  |
| ---- | ------------------------------------- | -------------- | ------------------------------- | ---------- | ------ |
| 2003 | Mistrzostwa świata juniorów młodszych | Sherbrooke     | bieg na 100 metrów przez płotki | eliminacje | 13,91  |
| 2005 | Mistrzostwa panamerykańskie juniorów  | Windsor        | bieg na 100 metrów przez płotki | 7. miejsce | 13,78w |
| 2006 | Mistrzostwa świata juniorów           | Pekin          | bieg na 100 metrów przez płotki | półfinał   | 13,94  |
| 2011 | Mistrzostwa świata                    | Daegu          | bieg na 100 metrów przez płotki | 6. miejsce | 12,93  |
| 2012 | Halowe mistrzostwa świata             | Stambuł        | bieg na 60 metrów przez płotki  | 6. miejsce | 8,09   |
| 2012 | Igrzyska olimpijskie                  | Londyn         | bieg na 100 metrów przez płotki | półfinał   | 12,93  |
| 2015 | Igrzyska panamerykańskie              | Toronto        | bieg na 100 metrów przez płotki | 3. miejsce | 12,85  |
| 2015 | Mistrzostwa świata                    | Pekin          | bieg na 100 metrów przez płotki | półfinał   | 13,00  |
| 2016 | Igrzyska olimpijskie                  | Rio de Janeiro | bieg na 100 metrów przez płotki | półfinał   | DQ     |

## Rekordy życiowe
- Bieg na 50 metrów przez płotki (hala) – 6,98 (Liévin, 2012)
- Bieg na 60 metrów przez płotki (hala) – 8,00 (Liévin, 2012)
- Bieg na 100 metrów przez płotki – 12,80 (Calgary, 2012)